# Rüthi
Rüthi (toponimo tedesco) è un comune svizzero di 2 542 abitanti del Canton San Gallo, nel distretto di Rheintal.

## Geografia fisica

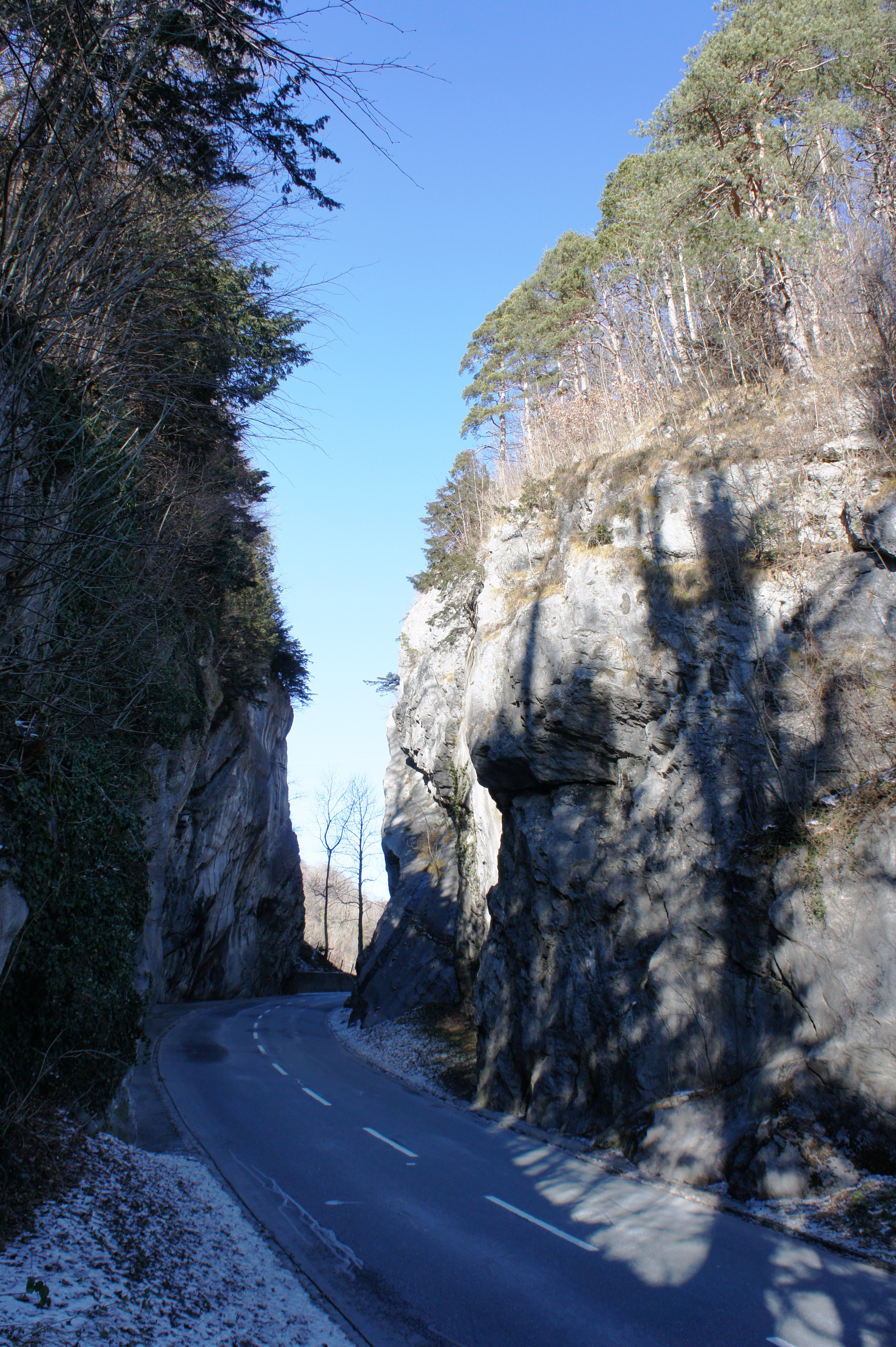
La gola dello Hirschensprung

Il territorio di Rüthi si estende sul versante occidentale della valle del Reno lungo il confine tra l'Austria e la Svizzera; è attraversato dal canale interno del Rheintal e comprende la gola dello Hirschensprung.

## Storia
Il comune politico di Rüthi è stato istituito nel 1803; fino al 1831 comprese anche la frazione di Lienz, poi passata a Sennwald, e fino al 1835 quella di Kobelwald, poi passata a Oberriet. Fino al 1994 il nome ufficiale del comune fu "Rüthi, Rheintal".

## Monumenti e luoghi d'interesse
- Chiesa parrocchiale cattolica di San Valentino, attestata dal 1287[3].

## Società

### Evoluzione demografica
L'evoluzione demografica è riportata nella seguente tabella:
Abitanti censiti

## Economia
L'economia locale si basa prevalentemente sul settore secondario.

## Infrastrutture e trasporti
Rüthi è attraversato dalla strada principale 13 ed è servito dalla stazione di Rüthi SG sulla ferrovia Coira-Rorschach.